# Albertstein
Der Albertstein ist ein Denkmal für den sächsischen König Albert im Stadtteil Wahnsdorf der sächsischen Stadt Radebeul.

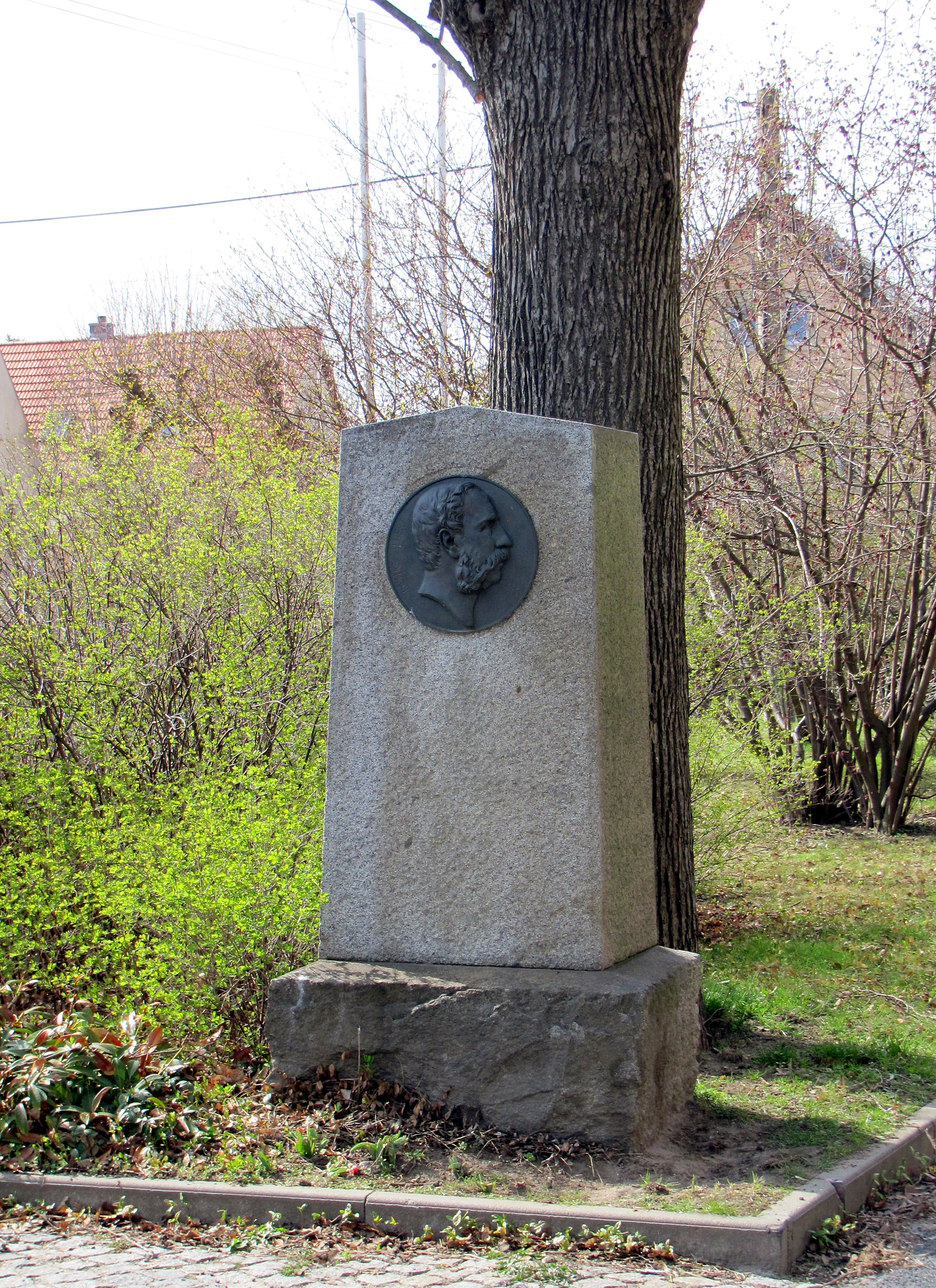
Albertstein

## Beschreibung
Am Ostende des Angers Altwahnsdorf steht der Albertstein, ein stelenartiges, unter Denkmalschutz stehendes Steindenkmal für den sächsischen König Albert.
Der Stein ist gestockt und hat obenauf einen flachen, dreieckigen Giebelabschluss. Die runde Bronzeplakette auf der Vorderseite zeigt ein nach rechts blickendes Kopfrelief des Königs. Das Denkmal wurde im Jahr 1903 errichtet.